# پیتسبرگ (تنسی)
پیتسبرگ(به انگلیسی: South Pittsburg) شهری در ایالت تنسی کشور ایالات متحده آمریکا است که جمعیت آن در سرشماری سال ۲۰۱۰ میلادی، ۲٬۹۹۲ نفر بوده‌است.